# Lipsidrio
Lipsidrio (in greco antico: Λειψύδριον?, Leipsýdrion) era un centro abitato dell'Attica sulle pendici meridionali del monte Parnete presso Peonide. Consisteva in una roccaforte dove si arroccarono gli Alcmeonidi dopo la morte di Ipparco, che venne conquistata dai Pisistratidi intorno al 514 a.C.
Nel IV-III secolo a.C. vi venne riedificata una fortezza, identificata nell'Ottocento come il monastero di San Nicola, situato tra i boschi a tre o quattro miglia a nord di Menidi.